# Црешка (община Щип)
Црешка (на македонска литературна норма: Црешка) е село в община Щип, Северна Македония. На около 2 километра югозападно от селото се намира средновековната крепост Хисар (Чрешче).

## География
Црешка е селце разположено на 18 километра югозападно от град Щип.

## История
В XIX век Црешка е село в Щипската кааза на Османската империя. Според статистиката на Васил Кънчов („Македония. Етнография и статистика“) от 1900 година в селото има 225 жители, всички турци.
След Междусъюзническата война в 1913 година селото попада в Сърбия.
На етническата си карта от 1927 година Леонард Шулце Йена показва Црешка (Creška) като турско село.